# Opération Victoire indéniable
Guerre Iran-Irak
Batailles
- Opération Kaman 99
- Bataille de Khorramchahr
- Siège d'Abadan
- Opération Morvarid

- Bataille de Nasr
- Attaque sur H-3

- Opération Samen-ol-A'emeh
- Victoire Indéniable
- Beit ol-Moqaddas
- Ramadan

- Opération Anfal
- Valfajr 2
- Valfajr 6
- Badr
- 1re bataille d'Al Faw
- Kerbala 5 et 6
- Nasr 4

- Opération Nous nous en remettons à Dieu
- Opération Mersad

- Opération Sugar
- Opération Earnest Will
- Opération Prime Chance
- Opération Eager Glacier
- Incident de Bridgeton
- Opération Praying Mantis

- Opération Opéra (raid israélien)
- Incident de l’USS Stark
- Vol Iran Air 655

L’opération Victoire indéniable, également connue sous le nom d’opération Fath-ol-Mobin, est une importante opération militaire iranienne menée en mars 1982 pendant la guerre Iran-Irak. Menée par le lieutenant-général Ali Sayad Shirazi, elle est considérée comme un tournant du conflit et aboutit à la libération de la province de Khouzistan jusqu'alors occupée par l'armée irakienne,. D'autres historiens considèrent cependant que la reprise du sud de l'Iran n'est devenue effective qu'avec l'opération Beit ol-Moqaddas (avril-mai 1982) menée en parallèle, qui aboutit à la reprise de la ville stratégique portuaire de Khorramchahr.

## Prélude
Le 22 septembre 1980, Saddam Hussein, essayant de répéter le succès des attaques aériennes préventives israéliennes contre les forces aériennes arabes dans la guerre des Six Jours, lance une campagne de bombardements contre les aérodromes de l'armée de l'air iranienne, dans l'espoir de la détruire au sol. Ces attaques échouent, mais les Irakiens lancent une offensive afin de s'emparer du Chatt-el-Arab, appelé Arvand Rood en Iran (persan : اروند رود). L'invasion terrestre irakienne se concentre alors sur le sud de l'Iran.
L'armée irakienne parvient à prendre Khorramchahr mais les Iraniens défendent férocement Abadan qui reste sous leur contrôle. La route menant à Téhéran est ouverte mais la progression irakienne est brusquement arrêtée à Karoun et l'Iran est désormais en mesure de lancer une contre-offensive.

## Déroulement de l'opération
Le 22 mars 1982, 18 mois précisément après le début de l'invasion irakienne, les Iraniens exécutent l'opération Victoire Indéniable avec pour objectif initial d'encercler les forces irakiennes retranchées à Shush. Les blindés, suivis par des brigades du corps des Gardiens de la révolution islamique (Pasdaran), lancent la contre-offensive. Les Iraniens subissent de lourdes pertes en raison de l'exécution d'assauts frontaux, l'armée irakienne jouissant d'une quantité considérable de chars et de soutien d'artillerie et aérien. Saddam Hussein ordonne finalement une retraite le 28 mars après que les trois divisions irakiennes encerclées dans l'opération aient été détruites en une semaine.

## Conséquences
Les Iraniens sont en mesure de reprendre le sud du pays. Les Irakiens stabilisent leurs positions derrière la frontière après leur retraite depuis l'Iran. C'est également à partir de ce moment que l'armée irakienne fera usage à grande échelle des armes chimiques pour la première fois du conflit. L'Irak était soutenu à la fois par les États-Unis et l'URSS qui voyaient le régime laïque de Saddam Hussein préférable au gouvernement islamique d'Iran.